# Północ (singel)
Północ – singel zespołu Grupa Operacyjna z udziałem Krzysztofa Kiljańskiego, pochodzący z albumu Ostry dyżur. Mordo ty moja.

## Teledysk
Do utworu został nakręcony klip, którego akcja rozgrywa się w barze mlecznym w Zielonej Górze.